# گل خاتون
گل خاتون  (چناران)، روستایی از توابع بخش مرکزی شهرستان چناران در استان خراسان رضوی ایران است.

## جمعیت
این روستا در دهستان چناران قرار دارد و براساس سرشماری مرکز آمار ایران در سال ۱۳۸۵، جمعیت آن ۱۳۲ نفر (۲۹خانوار) بوده‌است.